# Massimiliano I Giuseppe di Baviera
Massimiliano I Giuseppe di Baviera (Massimiliano Giuseppe) (Schwetzingen, 27 maggio 1756 - Monaco di Baviera, 13 ottobre 1825) fu re di Baviera dal 1806 al 1825 ed ascese al trono grazie all'elevazione dell'Elettorato di Baviera a regno, da parte di Napoleone Bonaparte, precedentemente, infatti, fu Elettore di Baviera e Conte palatino dal 1799 al 1806, come Massimiliano IV Giuseppe. Apparteneva alla casa Palatinato-Zweibrücken, ramo secondario della dinastia baavrese Wittelsbach. Attraverso la politica del primo ministro bavarese Maximilian von Montgelas, re Massimiliano I attuò una serie di riforme radicali che consentirono di ammodernare il suo stato, come l'emanazione della costituzione e la creazione del Parlamento bavarese nel 1818. Era conosciuto anche come re Max I Josef, mentre era chiamato dai suoi sudditi “il buon Padre Max ”.

## Biografia

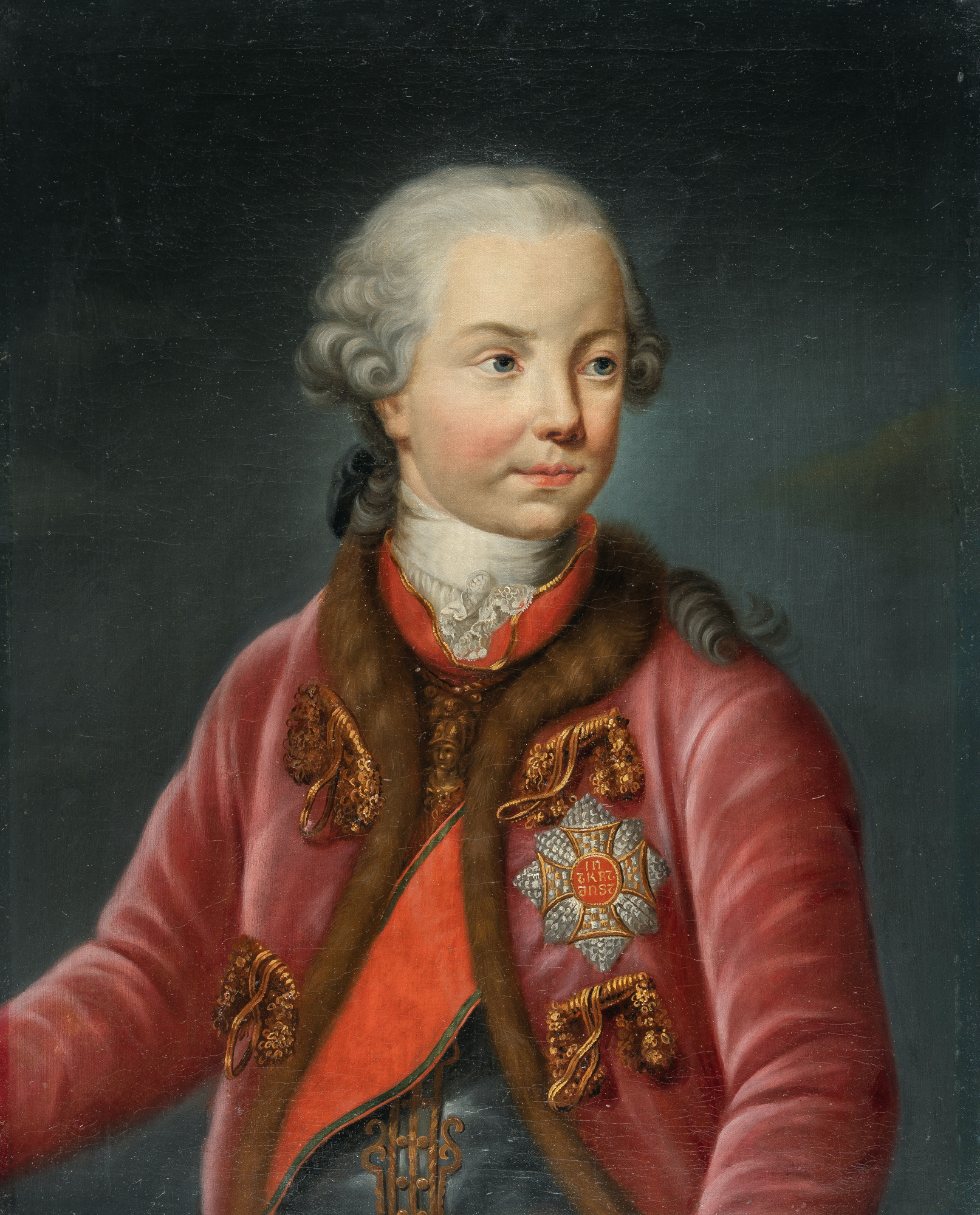
Max Josef di Zweibrücken-Birkenfeld.

Massimiliano nacque a Schwetzingen il 27 maggio 1756, figlio del conte palatino Federico Michele di Zweibrücken-Birkenfeld e della consorte, Maria Francesca di Sulzbach; apparteneva alla casata del Palatinato-Birkenfeld, ramo secondario della dinastia bavarese dei Wittelsbach. Dopo la morte del padre, nel 1767, avvenuta a causa di un cancro ai testicoli, Max Joseph fu inizialmente lasciato senza la supervisione dei genitori, poiché sua madre era stata bandita dalla corte del marito dopo aver dato alla luce un figlio, il cui padre era un attore. Massimiliano fu educato sotto la supervisione di suo zio, il duca Cristiano IV di Zweibrücken; crebbe in Francia, in particolare a Strasburgo, dove in seguito divenne colonnello del Corpo d'Alsazia dell'Esercito francese, nel 1777. Tra i suoi educatori figurano il teologo francese Pierre de Salabert e l'ufficiale francese Agathon Guynement de Keralio. Suo padre, Federico Michele, si era convertito al cattolicesimo solo nel 1746. Fu di stanza a Strasburgo dal 1782 al 1789 e durante la sua permanenza, Massimiliano Giuseppe ospitò per un certo periodo Klemens von Metternich, che come il principe frequentava l'Università di Strasburgo. Nel 1785, divenne il primo in successione al trono della Contea palatina di Zweibrücken, dal momento che il fratello, Carlo II Augusto del Palatinato-Zweibrücken, aveva perso il primogenito Carlo Federico Augusto. Precedentemente però, nel 1778, a Massimiliano Giuseppe fu data la contea di Rappoltstein da suo fratello. Nel 1781 divenne membro onorario dell'Accademia bavarese delle scienze. Allo scoppio della Rivoluzione francese, Massimiliano lasciò il servizio francese per quello austriaco e prese parte alle campagne iniziali delle Guerre di coalizione.
Dopo la presa della Bastiglia, Max Joseph fuggì con la sua famiglia da Strasburgo a Darmstadt, città natale della moglie, e infine a Mannheim. Qui la famiglia viveva in condizioni molto modeste. Il 1 aprile 1795, Massimiliano succedette al fratello Carlo II come duca di Zweibrücken, tuttavia il suo ducato era interamente occupato dalla Francia rivoluzionaria in quel momento. Dopo i disordini scoppiati a Mannheim, scelse come residenza in esilio il Brandeburgo-Ansbach, allora prussiano e neutrale dopo il Trattato di Basilea. Insieme al suo segretario, e futuro primo ministro di Baviera, Maximilian von Montgelas, stava già progettando riforme amministrative di vasta portata. Nel 1797 concluse il trattato di Ansbach con Guglielmo di Palatinato-Gelnhausen, membro della famiglia Wittelsbach, in cui venne stabilita l'unità e l'indivisibilità delle terre della casata bavarese.

### Matrimoni
Il 30 settembre 1785 a Darmstadt, Massimiliano sposò la principessa Augusta Guglielmina d'Assia-Darmstadt, figlia di Giorgio Guglielmo d'Assia-Darmstadt e di Maria Luisa Albertina di Leiningen-Dagsburg-Falkenburg. La coppia ebbero cinque figli:
- Ludovico I, re di Baviera (25 agosto 1786 – 29 febbraio 1868)
- Augusta, duchessa di Leuchtenberg (21 giugno 1788 – 13 maggio 1851)
- Carolina Augusta, imperatrice d'Austria (8 febbraio 1792 – 9 febbraio 1873)
- Carlo Teodoro di Baviera  (7 luglio 1795 – 16 agosto 1875)

Nel 1796, Augusta Guglielmina morì e così Massimiliano si risposò con Carolina di Baden, figlia di Carlo Ludovico di Baden e di Amalia d'Assia-Darmstadt, il 9 marzo 1797. La coppia ebbe otto figlI:
- Elisabetta Ludovica, regina di Prussia  (13 novembre 1801 – 14 dicembre 1873)
- Amalia Augusta, regina di Sassonia  (13 novembre 1801 – 8 novembre 1877)
- Maria Anna, regina di Sassonia (27 gennaio 1805 – 13 settembre 1877)
- Sofia, arciduchessa d'Austria  (27 gennaio 1805 – 28 maggio 1872)
- Ludovica, duchessa in Baviera (30 agosto 1808 – 25 gennaio 1892)

### Ascesa al trono

#### Elettore di Baviera

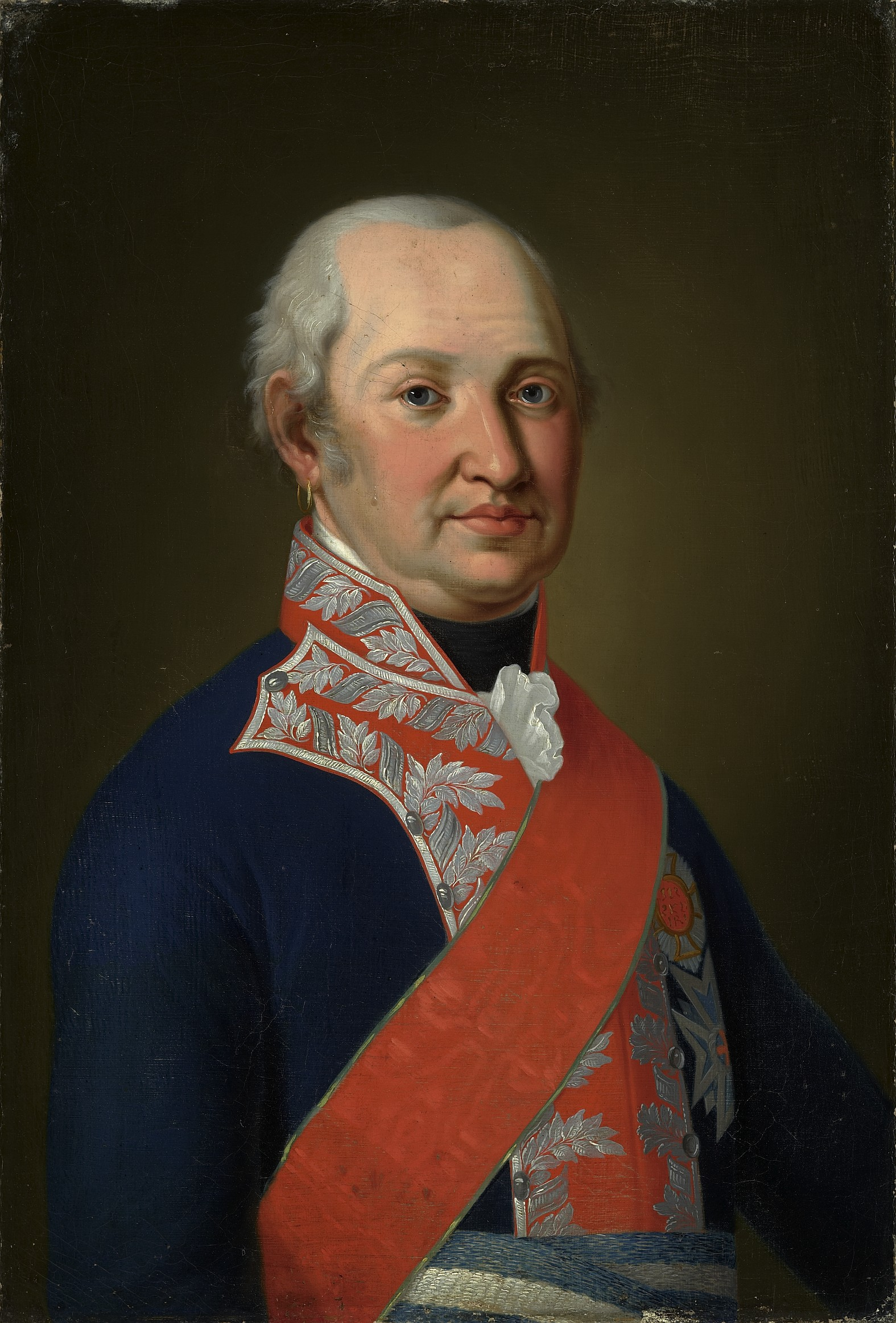
Massimiliano IV Giuseppe di Baviera.

Max Joseph però era anche il successore legittimo di Carlo Teodoro, elettore di Baviera, il quale non aveva eredi legittimi; sua moglie, Maria Leopoldina d'Austria-Este, si rifiutava di dormire con lui. L'elettore disse riguardo a Massimiliano Giuseppe: “Se vuole legarmi le mani ed essere l’erede, allora deve essersi vergognosamente ingannato”. Il 16 febbraio 1799, Carlo Teodoro di Baviera morì e così Massimiliano Giuseppe divenne Elettore di Baviera e Conte Palatino del Reno e Duca di Berg.  Il nuovo elettore ascese al trono come Massimiliano IV Giuseppe; lo stato bavarese era al tempo la terza nazione più grande del Sacro Romano Impero. Il nuovo elettore trovò l'esercito bavarese in condizioni disastrose: quasi nessuno dei reggimenti era minimamente vicino al completo esercito, il livello di addestramento delle truppe era scarso e le uniformi Rumford erano impopolari e poco pratiche. I circa 17.000 soldati bavaresi, generalmente considerati di scarsa utilità, erano sparsi per il paese e integrati nelle unità austriache. Il nuovo sovrano, che aveva prestato servizio sotto l'Ancien Régime in Francia, fece della ricostruzione dell'esercito una propria priorità.

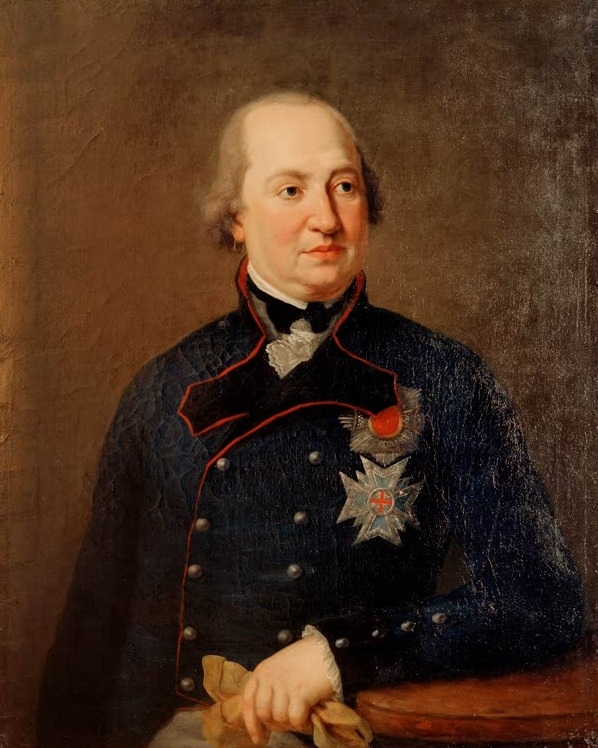
Ritratto di Max Josef Wittelsbach, Elettore di Baviera e Conte Palatino.

La simpatia di Massimiliano per la Francia e le idee illuministe si manifestò immediatamente quando ascese al trono di Baviera. Il conte Maximilian von Montgelas, che, dopo essere caduto in disgrazia presso Carlo Teodoro, aveva agito per un certo periodo come segretario particolare di Massimiliano Giuseppe, fu l'influenza più potente, interamente "illuminato" e francese. L'agricoltura e il commercio furono promossi, le leggi furono migliorate, fu redatto un nuovo codice penale, tasse e imposte livellate senza riguardo per i privilegi tradizionali, mentre diverse case religiose furono soppresse e le loro entrate utilizzate per scopi educativi ed altre attività utili. Max Joseph aveva accumulato enormi debiti personali, pari circa a 3.659.068 fiorini che furono compensati da entrate statali. Quando i suoi debiti furono saldati, Massimiliano Giuseppe ordinò che fosse annunciato. In politica estera, l'atteggiamento di Massimiliano Giuseppe non nutrì mai alcuna simpatia per il crescente sentimento di nazionalità tedesca, e il suo atteggiamento fu dettato da considerazioni del tutto dinastiche, o almeno bavaresi. Fino al 1813, l'elettore fu il più fedele degli alleati tedeschi di Napoleone Bonaparte, un rapporto cementato dal matrimonio della figlia maggiore, Augusta di Baviera, con Eugenio di Beauharnais. La sua ricompensa giunse con il Trattato di Presburgo, siglato il 26 dicembre 1805, in base al quale Max Josef avrebbe ricevuto il titolo reale (re) e importanti acquisizioni territoriali in Svevia e Franconia per completare il suo regno. Assunse il titolo di re il 1° gennaio 1806; cedette poi il Ducato di Berg al cognato di Napoleone, Gioacchino Murat. Dopo la Guerra della quinta coalizione del 1809, ricevette le regioni del Tirolo e dell'Innviertel dall'Austria sconfitta.

#### Re di Baviera

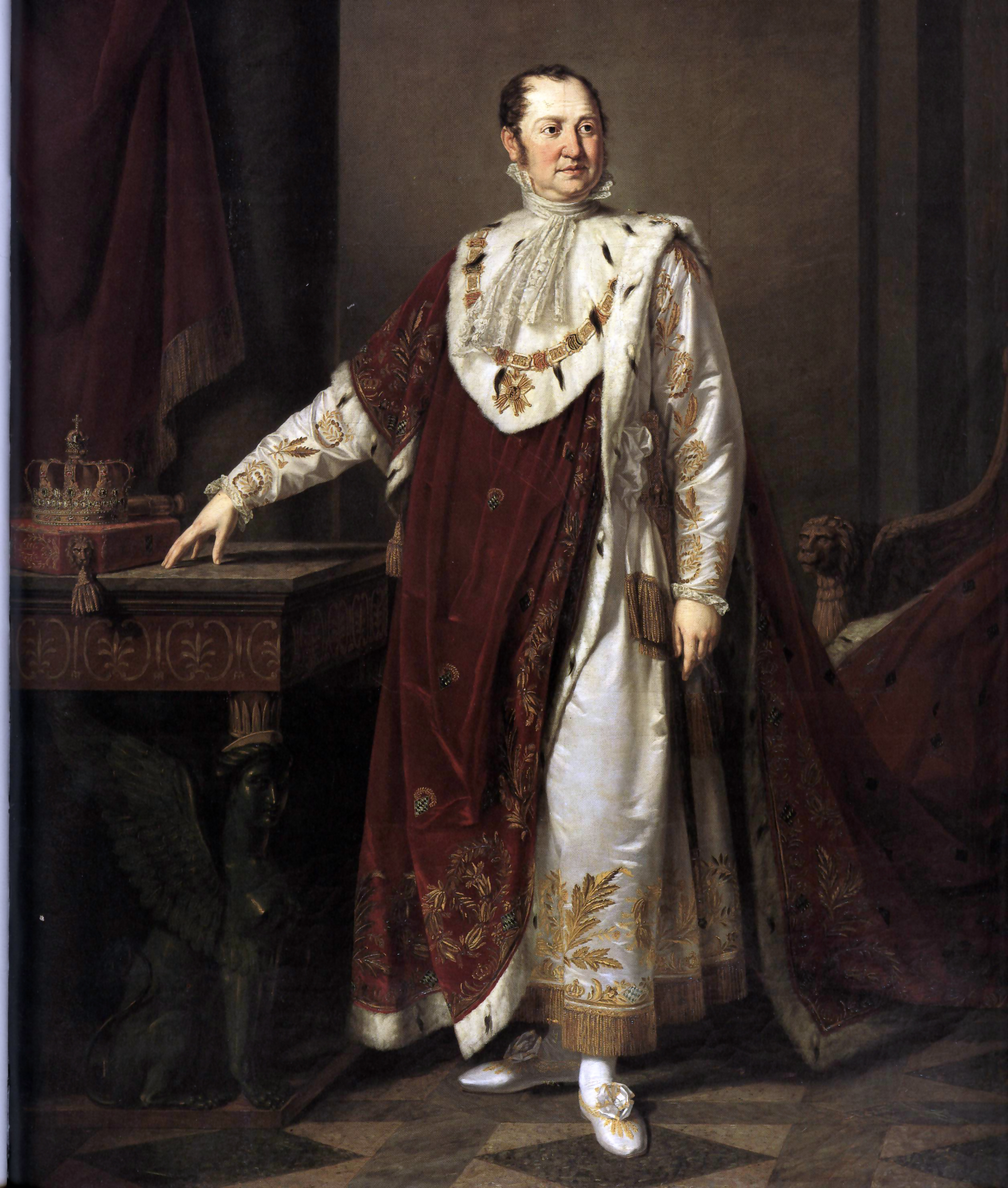
Re Massimiliano I Giuseppe di Baviera, Moritz Kellerhoven, Residenza di Monaco.

Il 1° gennaio 1806, Max annunciò che avrebbe "assunto il titolo di Re di Baviera per stabilire l'indipendenza della nazione affidataci dalla Provvidenza"; ascese al trono come Massimiliano I Giuseppe di Baviera. Max Joseph non menzionò che divenne dipendente da Napoleone, inoltre la figlia, Augusta, fu costretta a sposare il figlio adottivo del sovrano francese, ovvero Eugenio di Beauharnais, il 13 gennaio 1806. L'8 ottobre 1813, appena 10 giorni prima della battaglia di Lipsia, Massimiliano I Giuseppe rinunciò alla sua collaborazione con Napoleone attraverso il trattato di Ried e si alleò con l'Austria nella Guerra della sesta coalizione. Insieme a Montgelas e al principe ereditario, Ludovico, il generale Carl Philipp von Wrede fu una forza trainante della defezione dalla Francia, che era già stata concretamente avviata nel marzo 1813. Durante un soggiorno di Max Joseph e Montgelas presso il quartier generale alleato a Magonza a metà novembre, il trattato fu ratificato da Austria, Russia e Prussia. Ci fu di conseguenza un riavvicinamento tra le monarchie di Baviera e d'Austria, ad opera soprattutto del cancelliere Metternich; in merito a ciò, il re disse:

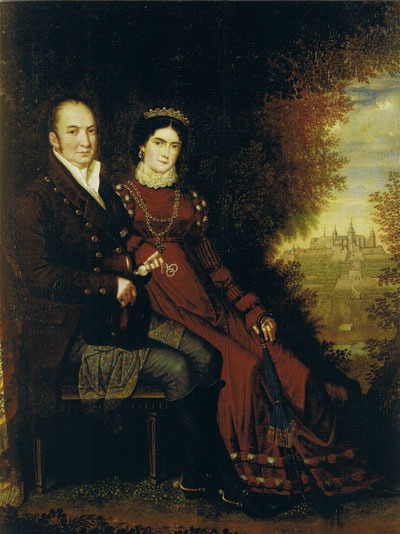
Re Massimiliano I e la regina Carolina.

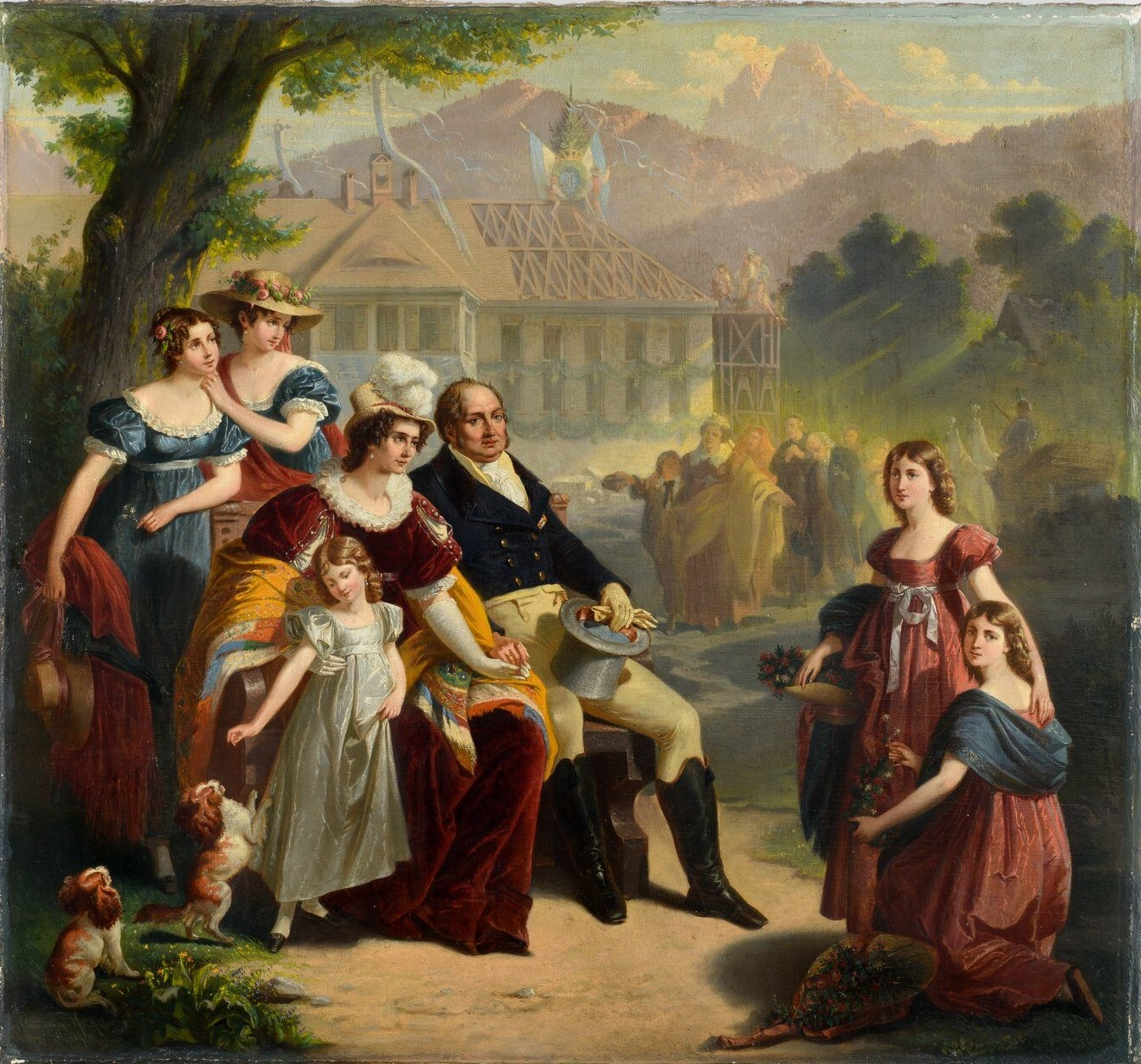
Re Max Josef assieme alla famiglia.

Con il trattato di Parigi del 3 giugno 1814, tuttavia, la Baviera restituì il Tirolo all'Austria in cambio dell'ex Granducato di Würzburg. Al Congresso di Vienna, a cui partecipò personalmente, Massimiliano dovette fare ulteriori concessioni all'Impero asburgico. Il re lottò duramente per mantenere la vicinanza dei territori bavaresi, come garantito a Ried, ma il massimo che poté ottenere fu una garanzia da Metternich sulla questione di una possibile successione al trono del Granducato di Baden, nella quale era destinato a rimanere deluso. A Vienna, re Massimiliano si oppose fermamente a qualsiasi ricostituzione della Germania che potesse mettere in pericolo l'indipendenza della Baviera, e fu la sua insistenza sul principio della piena sovranità lasciata ai principi regnanti tedeschi che contribuì in larga misura all'istituzione della Confederazione tedesca. La Costituzione federale tedesca (8 giugno 1815) del Congresso di Vienna fu proclamata in Baviera non come legge, bensì come trattato internazionale. Fu in parte per assicurarsi il sostegno popolare nella sua resistenza a qualsiasi ingerenza della dieta federale negli affari interni della Baviera, in parte per dare unità ai suoi territori piuttosto eterogenei. Il 26 maggio 1818 Massimiliano concesse al suo popolo una costituzione liberale, ed inoltre firmò il 24 ottobre 1817 un concordato con Roma con il quale i poteri del clero, ampiamente ridotti sotto l'amministrazione di Montgelas, furono ripristinati. Nel gennaio 1817, il principe ereditario Ludwig, che aveva a lungo criticato la politica del padre, rovesciò il ministro Montgelas. Nello stesso anno venne stipulato un concordato con Papa Pio VI, in base al quale vennero create le province ecclesiastiche di Monaco-Frisinga e Bamberga. La Costituzione del Regno di Baviera del 1818, elaborata dal re, confermò la monarchia costituzionale come forma di governo della Baviera. Furono create due Camere (Reichsräte e Deputati). Esistono due versioni di un dipinto, in cui è raffigurato re Massimiliano I, di Moritz Kellerhoven: nella prima versione del 1809, il sovrano è appoggiato al tavolo accanto alla corona, mentre in una versione successiva del pittore (1819) Massimiliano appoggia la mano sulla costituzione. Il 17 maggio 1818 il re bavarese emanò il secondo editto municipale, con il quale vennero istituite in Baviera unità comunali indipendenti con rappresentanti comunali eletti. In qualità di re, Massimiliano Giuseppe era molto vicino al popolo, gli piaceva passeggiare per le strade di Monaco in compagnia di pochi e chiacchierare tranquillamente con il suo popolo. In ogni caso, era, come alcuni dei suoi discendenti e successori, un po' eccentrico.

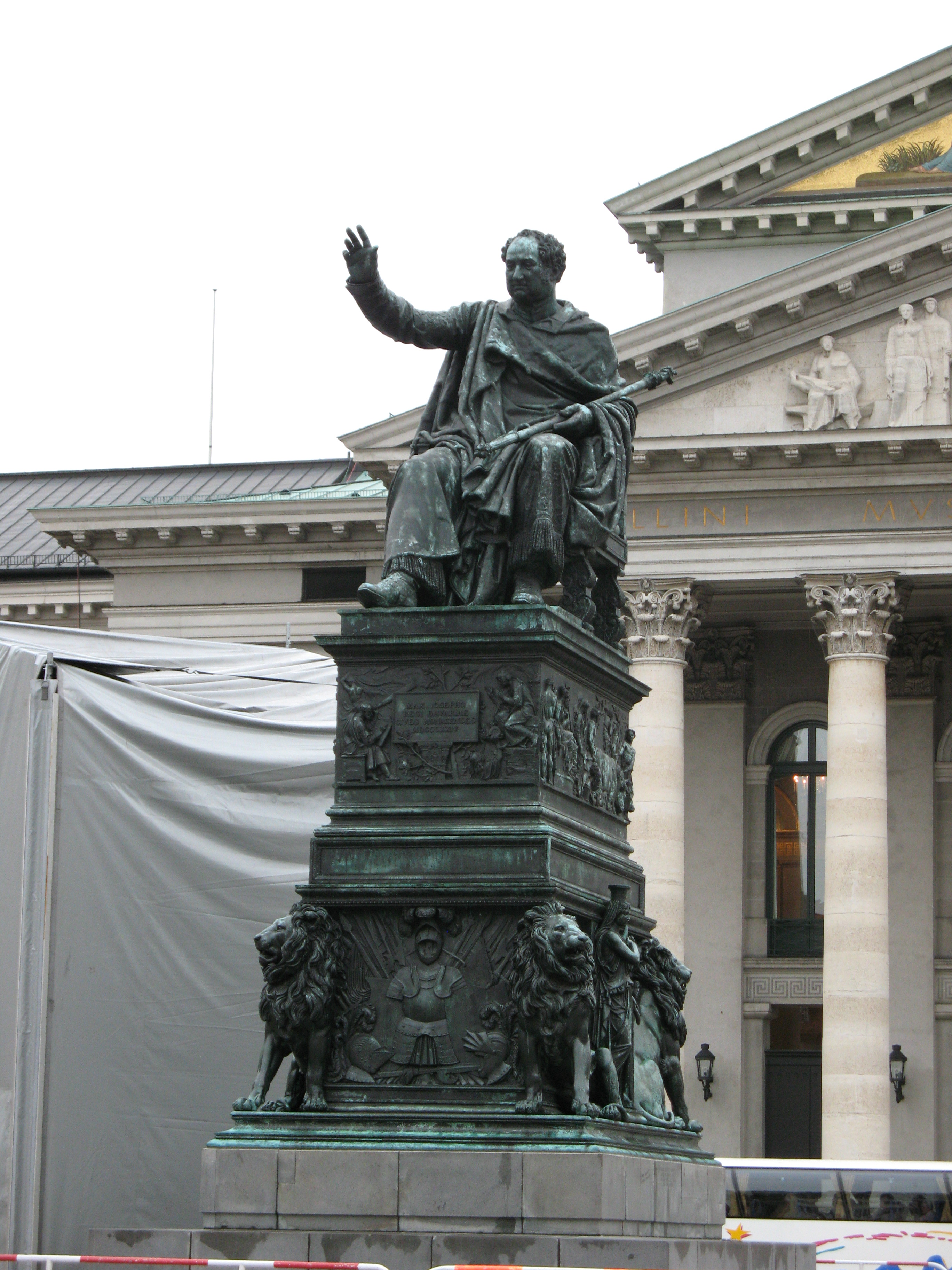
Statua di re Massimiliano I Giuseppe.

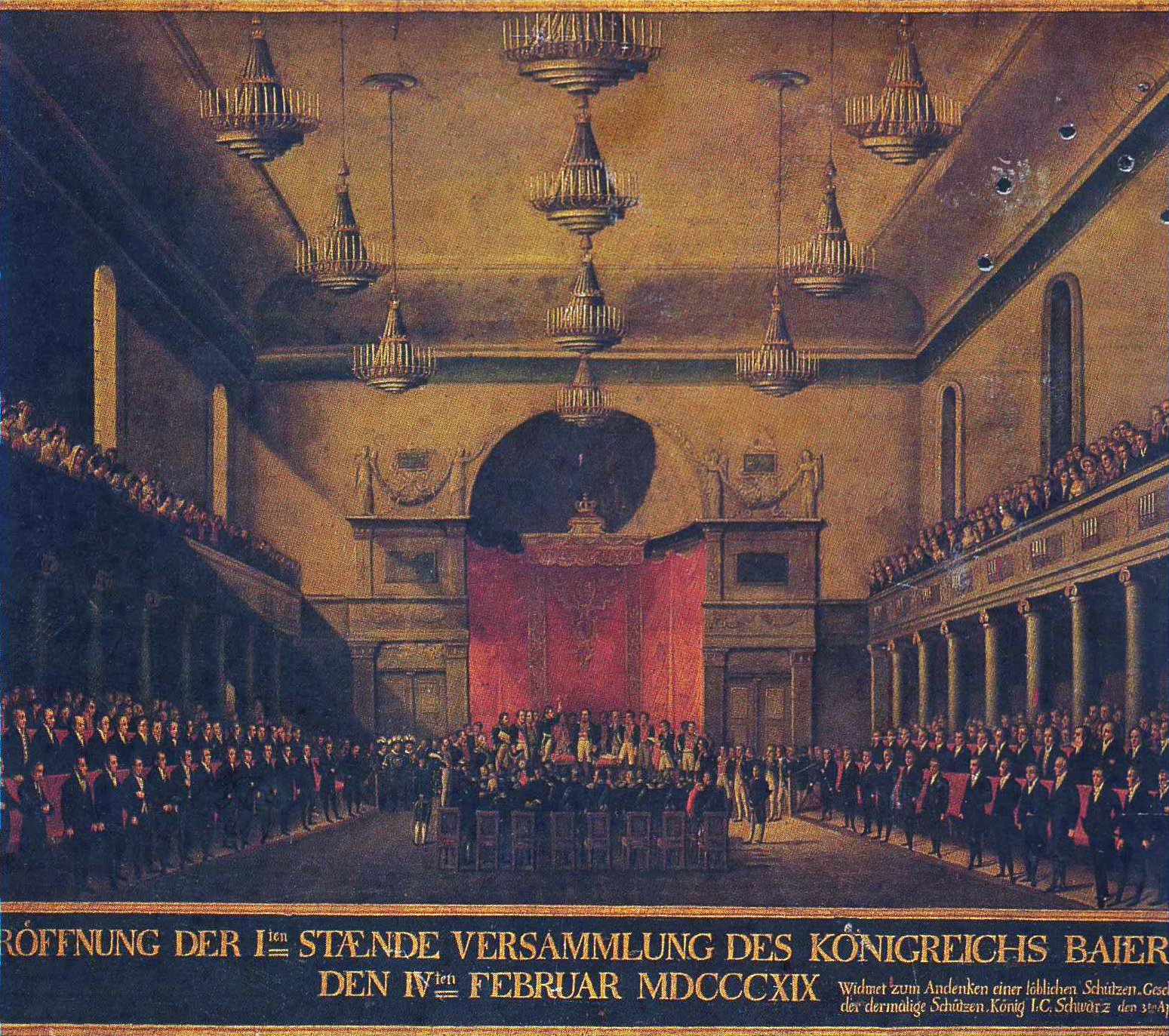
Seduta comune del Parlamento del Regno di Baviera, istituito nel 1818.

Il sovrano collezionava anche dipinti, tra gli altri, era proprietario di uno dei soli 37 dipinti sopravvissuti di Jan Vermeer. Tuttavia, la Pesatrice di perle fu venduta dagli eredi nel 1826, prima che il suo successore Ludwig I facesse costruire l'Alte Pinakothek. Tuttavia, il re era critico anche nei confronti della passione ancora più spiccata dell'erede al trono per il collezionismo, che includeva anche sculture antiche e i suoi figli bavaresi:

### Morte

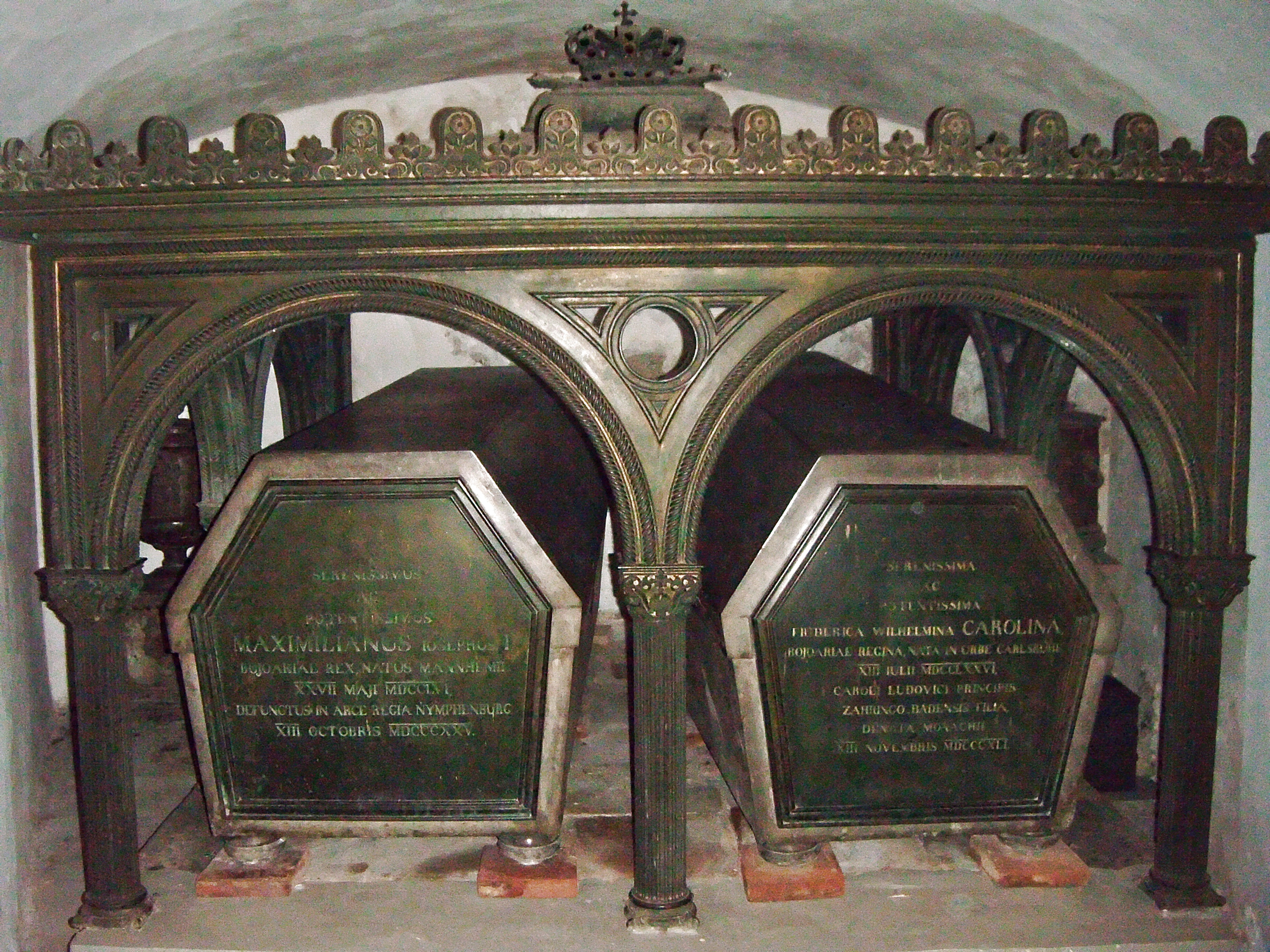
Tomba del re nella Chiesa dei Teatini, accanto a quella della moglie Carolina.

Massimiliano I Giuseppe di Baviera morì al Castello di Nymphenburg, presso Monaco di Baviera, il 13 ottobre 1825; fu succeduto dal primogenito Ludovico I di Baviera. Re Massimiliano venne sepolto nella Chiesa dei Teatini della capitale, mentre il suo cuore è conservato in una teca argentata presso la Cappella delle Grazie di Altötting. A lui sono dedicati numerosi luoghi:

## Discendenza
Dal primo matrimonio con Augusta Guglielmina d'Assia-Darmstadt nacquero:
1. Ludovico (25 agosto 1786 – 29 febbraio 1868), succeduto al padre come re di Baviera con il nome di Ludovico I, sposò la principessa Teresa di Sassonia-Hildburghausen (1792-1854) ed ebbe figli;
2. Augusta Amalia (21 giugno 1788 – 13 maggio 1851), sposò nel 1806 Eugenio di Beauharnais, viceré d'Italia, duca di Leuchtenberg e principe di Eichstätt ed ebbe figli;
3. Amalia Maria Augusta (9 ottobre 1790 – 24 gennaio 1794), morì nell'infanzia;
4. Carolina Augusta (8 febbraio 1792 – 9 febbraio 1873), sposò nel 1808 Guglielmo I di Württemberg, risposò nel 1816 Francesco II d'Asburgo-Lorena, non ebbe figli da nessuno dei due;
5. Carlo Teodoro (7 luglio 1795 – 16 agosto 1875), sposò nel 1823  Anna Sofia de Pétin ed ebbe figli,  risposò nel 1859 Henriette Schoeller e non ebbe figli.

Da Carolina di Baden, sua seconda moglie, ebbe:
1. Un figlio (5 settembre 1799 – 5 settembre 1799), nato morto;
2. Massimiliano Giuseppe (28 ottobre 1800 – 12 febbraio 1803), morì nell'infanzia;
3. Elisabetta Ludovica (13 novembre 1801 – 14 dicembre 1873), sposò nel 1823 Federico Guglielmo IV di Prussia e non ebbe figli;
4. Amalia Augusta (13 novembre 1801 – 8 novembre 1877), sposò nel 1822 Giovanni I di Sassonia ed ebbe figli;
5. Maria Anna (27 gennaio 1805 – 13 settembre 1877), sposò nel 1833 Federico Augusto II di Sassonia ed ebbe figli;
6. Sofia (27 gennaio 1805 – 28 maggio 1872), sposò nel 1824 Francesco Carlo d'Asburgo-Lorena ed ebbe figli, tra i quali l’imperatore d’Austria Francesco Giuseppe;
7. Ludovica (30 agosto 1808 – 25 gennaio 1892), sposò nel 1828 Massimiliano Giuseppe in Baviera ed ebbe figli, tra cui l’imperatrice Elisabetta, meglio nota come Sissi, moglie di Francesco Giuseppe;
8. Massimiliana (21 luglio 1810 – 4 febbraio 1821), morì nell'infanzia.

## Ascendenza
|                                                                               |                                                                       |                                                                       | Genitori                                             |  |  | Nonni |  |  | Bisnonni                                                                                     |  |  | Trisnonni                                                                                   |  |
|                                                                               |                                                                       |                                                                       |                                                      |  |  |       |  |  | Cristiano II del Palatinato-Zweibrücken-Birkenfeld, conte palatino di Zweibrücken-Birkenfeld |  |  | Cristiano I del Palatinato-Birkenfeld-Bischweiler, conte palatino di Birkenfeld-Bischweiler |  |
|                                                                               |                                                                       |                                                                       |                                                      |  |  |       |  |  | Cristiano II del Palatinato-Zweibrücken-Birkenfeld, conte palatino di Zweibrücken-Birkenfeld |  |  | Cristiano I del Palatinato-Birkenfeld-Bischweiler, conte palatino di Birkenfeld-Bischweiler |  |
|                                                                               |                                                                       | Maddalena Caterina del Palatinato-Zweibrücken                         |                                                      |  |  |       |  |  | Cristiano II del Palatinato-Zweibrücken-Birkenfeld, conte palatino di Zweibrücken-Birkenfeld |  |  |                                                                                             |  |
| Cristiano III del Palatinato-Zweibrücken, conte palatino di Zweibrücken       |                                                                       |                                                                       |                                                      |  |  |       |  |  | Cristiano II del Palatinato-Zweibrücken-Birkenfeld, conte palatino di Zweibrücken-Birkenfeld |  |  |                                                                                             |  |
|                                                                               |                                                                       | Contessa Caterina Agata di Rappoltstein                               | Conte Giovanni Giacomo di Rappoltstein               |  |  |       |  |  |                                                                                              |  |  |                                                                                             |  |
|                                                                               |                                                                       | Contessa Caterina Agata di Rappoltstein                               | Conte Giovanni Giacomo di Rappoltstein               |  |  |       |  |  |                                                                                              |  |  |                                                                                             |  |
|                                                                               |                                                                       | Contessa Caterina Agata di Rappoltstein                               | Wild- und Rhinegravine Anna Claudia di Salm-Kyrburg  |  |  |       |  |  |                                                                                              |  |  |                                                                                             |  |
| Federico Michele di Zweibrücken-Birkenfeld, conte palatino di Zweibrücken     |                                                                       | Contessa Caterina Agata di Rappoltstein                               |                                                      |  |  |       |  |  |                                                                                              |  |  |                                                                                             |  |
|                                                                               |                                                                       | Conte Luigi Crato di Nassau-Saarbrücken                               | Gustavo Adolfo di Nassau-Saarbrücken                 |  |  |       |  |  |                                                                                              |  |  |                                                                                             |  |
|                                                                               |                                                                       | Conte Luigi Crato di Nassau-Saarbrücken                               | Gustavo Adolfo di Nassau-Saarbrücken                 |  |  |       |  |  |                                                                                              |  |  |                                                                                             |  |
|                                                                               |                                                                       | Conte Luigi Crato di Nassau-Saarbrücken                               | Contessa Eleonora Clara di Hohenlohe-Neuenstein      |  |  |       |  |  |                                                                                              |  |  |                                                                                             |  |
| Contessa Carolina di Nassau-Saarbrücken                                       |                                                                       | Conte Luigi Crato di Nassau-Saarbrücken                               |                                                      |  |  |       |  |  |                                                                                              |  |  |                                                                                             |  |
|                                                                               |                                                                       | Principessa Filippina Enrichetta di Hohenlohe-Langenburg              | Conte Enrico Federico di Hohenlohe-Langenburg        |  |  |       |  |  |                                                                                              |  |  |                                                                                             |  |
|                                                                               |                                                                       | Principessa Filippina Enrichetta di Hohenlohe-Langenburg              | Conte Enrico Federico di Hohenlohe-Langenburg        |  |  |       |  |  |                                                                                              |  |  |                                                                                             |  |
|                                                                               |                                                                       | Principessa Filippina Enrichetta di Hohenlohe-Langenburg              | Contessa Giuliana Dorotea di Castell-Remlingen       |  |  |       |  |  |                                                                                              |  |  |                                                                                             |  |
| Massimiliano I Giuseppe di Baviera                                            |                                                                       | Principessa Filippina Enrichetta di Hohenlohe-Langenburg              |                                                      |  |  |       |  |  |                                                                                              |  |  |                                                                                             |  |
|                                                                               | Teodoro Eustachio del Palatinato-Sulzbach, conte palatino di Sulzbach | Cristiano Augusto del Palatinato-Sulzbach, conte palatino di Sulzbach |                                                      |  |  |       |  |  |                                                                                              |  |  |                                                                                             |  |
|                                                                               | Teodoro Eustachio del Palatinato-Sulzbach, conte palatino di Sulzbach | Cristiano Augusto del Palatinato-Sulzbach, conte palatino di Sulzbach |                                                      |  |  |       |  |  |                                                                                              |  |  |                                                                                             |  |
|                                                                               | Teodoro Eustachio del Palatinato-Sulzbach, conte palatino di Sulzbach | Contessa Amalia di Nassau-Siegen                                      |                                                      |  |  |       |  |  |                                                                                              |  |  |                                                                                             |  |
| Giuseppe Carlo del Palatinato-Sulzbach, conte palatino di Sulzbach            | Teodoro Eustachio del Palatinato-Sulzbach, conte palatino di Sulzbach |                                                                       |                                                      |  |  |       |  |  |                                                                                              |  |  |                                                                                             |  |
|                                                                               |                                                                       | Langravia Maria Eleonora d'Assia-Rotenburg                            | Langravio Guglielmo d'Assia-Rotenburg                |  |  |       |  |  |                                                                                              |  |  |                                                                                             |  |
|                                                                               |                                                                       | Langravia Maria Eleonora d'Assia-Rotenburg                            | Langravio Guglielmo d'Assia-Rotenburg                |  |  |       |  |  |                                                                                              |  |  |                                                                                             |  |
|                                                                               |                                                                       | Langravia Maria Eleonora d'Assia-Rotenburg                            | Contessa Maria Anna di Löwenstein-Wertheim-Rochefort |  |  |       |  |  |                                                                                              |  |  |                                                                                             |  |
| Maria Francesca di Sulzbach                                                   |                                                                       | Langravia Maria Eleonora d'Assia-Rotenburg                            |                                                      |  |  |       |  |  |                                                                                              |  |  |                                                                                             |  |
|                                                                               |                                                                       | Elettore palatino Carlo III Filippo del Palatinato                    | Elettore palatino Filippo Guglielmo del Palatinato   |  |  |       |  |  |                                                                                              |  |  |                                                                                             |  |
|                                                                               |                                                                       | Elettore palatino Carlo III Filippo del Palatinato                    | Elettore palatino Filippo Guglielmo del Palatinato   |  |  |       |  |  |                                                                                              |  |  |                                                                                             |  |
|                                                                               |                                                                       | Elettore palatino Carlo III Filippo del Palatinato                    | Langravia Elisabetta Amalia d'Assia-Darmstadt        |  |  |       |  |  |                                                                                              |  |  |                                                                                             |  |
| Elisabetta Augusta Sofia del Palatinato-Neuburg, contessa palatina di Neuburg |                                                                       | Elettore palatino Carlo III Filippo del Palatinato                    |                                                      |  |  |       |  |  |                                                                                              |  |  |                                                                                             |  |
|                                                                               |                                                                       | Ludwika Karolina Radziwiłł                                            | Bogusław Radziwiłł                                   |  |  |       |  |  |                                                                                              |  |  |                                                                                             |  |
|                                                                               |                                                                       | Ludwika Karolina Radziwiłł                                            | Bogusław Radziwiłł                                   |  |  |       |  |  |                                                                                              |  |  |                                                                                             |  |
|                                                                               |                                                                       | Ludwika Karolina Radziwiłł                                            | Anna Maria Radziwiłł                                 |  |  |       |  |  |                                                                                              |  |  |                                                                                             |  |
|                                                                               |                                                                       | Ludwika Karolina Radziwiłł                                            |                                                      |  |  |       |  |  |                                                                                              |  |  |                                                                                             |  |

## Onorificenze
Onorificenze bavaresi